# Strandby, Frederikshavns kommun
Strandby är en tätort i Frederikshavns kommun i Region Nordjylland i Danmark. Tätorten har 2 307 invånare (2024). Den ligger på ön Vendsyssel-Thy, cirka 6 kilometer nordväst om Frederikshavn.
I Strandby ligger Jobi Værft, tidigare Strandby Værft & Bedding.